# Upin & Ipin
Upin & Ipin – malezyjski serial animowany produkowany przez Les' Copaque Production. Twórcami serialu są Hj. Burhanuddin Radzi i Hjh. Ainon Ariff. Premiera malajskojęzycznego oryginału odbyła się 13 września 2007 na malezyjskim kanale TV9. W Indonezji serial jest nadawany przez stację MNCTV.
Serial jest dostępny w języku angielskim (wersja międzynarodowa) i języku mandaryńskim. W Indonezji jest emitowany z napisami indonezyjskimi (kanał MNCTV) oraz w wersji zdubbingowanej (kanał Disney Channel).

## Opis fabuły
Serial opowiada o dwóch pięcioletnich bliźniakach mieszkających ze swoją starszą siostrą Ros i babcią Udą (którą nazywają Opah) w wiejskim domu w Kampung Durian Runtuh. Upin i Ipin stracili rodziców we wczesnym dzieciństwie. Uczą się w wiejskim przedszkolu z grupą kolegów i koleżanek, wśród których są: urocza i błyskotliwa Mei Mei, zabawny i poetycki Jarjit Singh, niezdarny i porywczy Ehsan, wyluzowany i sarkastyczny Fizi (kuzyn Ehsana) oraz przedsiębiorczy i skrupulatny Mail.